# Cratere Theoclymenus
Theoclymenus è un cratere sulla superficie di Teti.